# 656 Beagle
656 Beagle este un asteroid din centura principală, descoperit pe 22 ianuarie 1908, de August Kopff.